# Jan Piotrowski (sekretarz królewski)

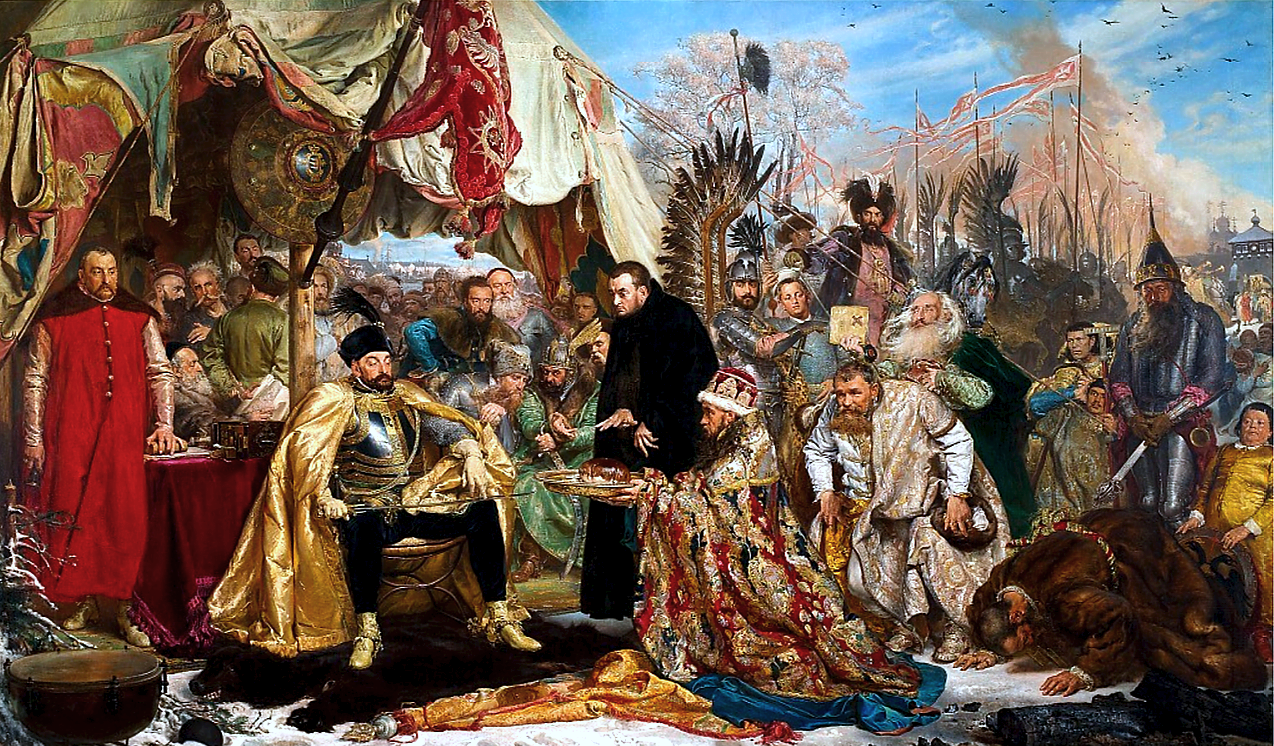
Obraz Stefan Batory pod Pskowem Jana Matejki

Jan Piotrowski herbu Świnka, ur. w 1550 w Piotrowie lub  Chaławach, zm. 17 kwietnia 1591 – polski szlachcic, duchowny katolicki, sekretarz królów Zygmunta Augusta i Stefana Batorego, autor listów i pamiętników.

## Życiorys
Jan Piotrowski urodził się w 1550 w Piotrowie lub Chaławach koło Śremu w rodzinie szlacheckiej. Wiadomości o jego życiu są fragmentaryczne i opierają się na wzmiankach w jego listach i dzienniku. Prawdopodobnie studiował na uniwersytetach w Padwie i Ingolstadt. Po powrocie ze studiów do kraju został sekretarzem mniejszym w kancelarii króla Zygmunta Augusta. W 1573 był w składzie poselstwa udającego się do Francji po nowo obranego króla [[Henryk III Walezy}Henryka Walezego]]. Po ucieczce Walezego z Polski został sekretarzem Stefana Batorego. Brał udział w wojnach moskiewskich, przede wszystkim w oblężeniu Pskowa, z którego pozostawił listy i dziennik.
Wstąpił do stanu duchownego – w 1576, jeszcze bez wyższych święceń kapłańskich został iem krakowskim, krótko potem poznańskim, w 1579 kanonikiem gnieźnieńskim, a w 1584 kustoszem sandomierskim. Wyższe święcenia otrzymał 13 grudnia 1589, od tego czasu uczestniczył w zebraniach kapituł, których był członkiem, pełnił też posługę przy katedrze w Krakowie.
Angażował się politycznie również w sprawie elekcji po śmierci Batorego. W 1587 na zlecenie swojego przełożonego Jana Zamoyskiego zwrócił się do kapituły krakowskiej z prośbą, aby ta opowiedziała się za Zygmuntem Wazą lub Maksymilianem Habsburgiem, planował obwarowanie krakowskich kamienic na wypadek oblężenia przez Maksymiliana, wreszcie w 1589, po bitwie pod Byczyną uczestniczył w rokowaniach polsko-austriackich w Będzinie kończących spór.
Zmarł 17 kwietnia 1591. Pochowany w nieistniejącym już kościele św. Michała na Wawelu w Krakowie, w którym brat Stanisław ufundował mu również niezachowany nagrobek.

## Twórczość
Ze spuścizny Jana Piotrowskiego zachowały się listy z okresu wojen moskiewskich, w tym wyprawy pod Psków w 1581, pisane anonimowo i podpisywane jako od „jednego przyjaciela od dworu”, kierowane do Andrzeja Opalińskiego. Autorstwo Piotrowskiego udowodnił rosyjski historyk Michaił Kojałowicz, który opublikował je w 1867 w zbiorze 'Dniewnik posliednogo pochoda Stiefana Batorija na Rossiju (osada Pskowa) i diplomaticzeskaja pieriepiska togo wriemieni otnosjaszczajasja gławnym obrazom k zakliczeniju Zapolskogo mira (1581-1582).
W 1894 Aleksander Czuczyński opublikował najobszerniejsze jak dotąd wydanie listów Piotrowskiego pod tytułem Dziennik wyprawy Stefana Batorego pod Psków. Fragmenty listów ukazały się też w 1966 w Antologii pamiętników polskich XVI wieku w wyborze Stanisława Drewniaka i Mariana Kaczmarka. Nieopublikowane dotąd listy znajdują się też w zbiorach [[Biblioteka Kórnicka}Biblioteki Kórnickiej]]. W zbiorach tejże biblioteki znajduje się również kopiariusz z anonimowymi dokumentami:  Diariusz pskowski, Transactia bendzinska Anni 1589 oraz Transactia będzyńska Anno Domini 1589 (dwa ostatnie dokumenty są odpisami jednej relacji, różnią się jedynie tytułami). Na podstawie ich cech językowych i treści Wojciech Lipoński uważa, że zarówno Diariusz jak Transactia są również autorstwa Jana Piotrowskiego
Listy Jana Piotrowskiego mają dużą wartość jako źródło historyczne, odznaczają się też walorami literackimi. Roman Pollak określił Piotrowskiego mianem „Paska XVI wieku”